# Liste der Kreisstraßen in Hof (Saale)
Die Liste der Kreisstraßen in Hof (Saale) ist eine Auflistung der Kreisstraßen in der bayerischen Stadt Hof mit deren Verlauf. 

## Abkürzungen
- HO: Kreisstraße im Landkreis Hof
- HOs: Kreisstraße in der kreisfreien Stadt Hof
- St: Staatsstraße in Bayern

## Liste
Nicht vorhandene bzw. nicht nachgewiesene Kreisstraßen werden in Kursivdruck gekennzeichnet, ebenso Straßen und Straßenabschnitte, die unabhängig vom Grund (Herabstufung zu einer Gemeindestraße oder Höherstufung) keine Kreisstraßen mehr sind.
Der Straßenverlauf wird in der Regel von Nord nach Süd und von West nach Ost angegeben.
| Nr. HOs | Verlauf                                                                           |
| ------- | --------------------------------------------------------------------------------- |
| HOs 1   | (HO 1 im Landkreis Hof) – Stadtgrenze – Trogener Weg –                            |
| HOs 5   | St 2192 – Pestalozziplatz – Ascher Straße – Stadtgrenze – (HO 5 im Landkreis Hof) |
| HOs 37  | (HO 37 im Landkreis Hof) – Stadtgrenze – Pirk – St 2461                           |